# Голден, Лия Оливеровна
Ли́я Оливе́ровна (Ли́ли) Го́лден (англ. Lily Golden; 18 июля 1934, Ташкент, Узбекская ССР, СССР — 6 декабря 2010, Москва) — советская и российская общественная деятельница, борец с расизмом, учёный-африканист, кандидат исторических наук, профессор многих университетов мира, почётный доктор Чикагского университета. Мать российской журналистки, теле- и радиоведущей Елены Ханги.

## Биография
Родилась в семье Оливера Голдена и Лии Исааковны Бялик в Ташкенте, где окончила музыкальную школу, занималась теннисом, выступала на общесоюзных соревнованиях за сборную Узбекистана. Окончила исторический факультет МГУ, защитила кандидатскую диссертацию «Африканская музыка: тенденции исторического развития» (1967). Дружила с дочерью Сталина Светланой Аллилуевой и посоветовала ей эмигрировать из СССР.
Более 30 лет проработала в Институте Африки Академии наук СССР, опубликовав книги об истории африканцев в России и по африканской музыке, а также более ста научных статей.
Деятельность Лили Голден была связана во многом с изучением и защитой чернокожей диаспоры мира, в особенности — России, Европы и США. Она была членом Совета старейшин Международного института по проблемам чёрных женщин, профессором многих университетов мира, почётным доктором Чикагского университета.
Снялась в эпизодических ролях в двух фильмах: «Чёрный, как я» (1969) и «Чёрное солнце» (1970).
Урна с прахом захоронена в 38 секции закрытого колумбария Ваганьковского кладбища города Москвы, рядом с прахом её матери.

## Признание
- Почетный гость Конгресса США, 1987
- Почетный доктор Чикагского университета, 1992
- Почетный гость Конгресса Калифорнии, 1987
- Почетный гражданин города Сан Диего, 1987
- Почетный гость города Кливленд, 1988
- Почетный гражданин штата Миссисипи, 1988
- Присуждение имени Лии Голден конференц-залу колледжа имени Малькома Икс в Чикаго, 1998
- Награда Tau Gamma Delta Society, за достижения в Международной деятельности, 1988
- Празднование Дня Лии Годен в Мобиле, штате Алабаме, 1989
- Празднования Дня Лии Голден в Джуно, штате Аляска, 1989
- Награда за проведение глобальной конференции: женщины Тихого океана, Культура и самоопределение, 1990
- Награда Национальной организации мужчин против сексизма за вклад борьбы против расизма, 1991
- Награда студентов Чикагского университета: Лучший профессор Кванза, 2000
- Награда Международного фонда Чикаго: Лучшая женщина года, 2001

## Семья
- Отец Лили Голден — приехавший в СССР для работы по контракту афроамериканский агроном-селекционер, специалист по хлопководству Оливер Голден (1887—1940), мать — Берта Исааковна Бялек (1905—1985)[4], еврейка; её отец Исаак Бялек (1877, Одесса — ?), преподавал в еврейской школе, работал на одной из нью-йоркских фабрик по пошиву верхней одежды, когда жил в Варшаве — был раввином. Родители эмигрировали в СССР из США в 1931 году.
- Дедушка по отцу Хиллард Голден в молодости был рабом, после освобождения стал, благодаря своим талантам и упорному труду, богатым землевладельцем в штате Миссисипи; его жена Кэтрин Голден, бабушка Лили, была также афроамериканка, наполовину индианка.
- Муж — танзанийский государственный деятель Абдула Кассим Ханга (сын имама, в последний период жизни — премьер-министр Занзибара (1964), был репрессирован после государственного переворота и погиб в тюрьме в 1968 году).
- Дочь — российская журналистка, теле- и радиоведущая Елена Ханга. Зять — российский политолог и политический консультант Игорь Минтусов.

## Основные работы
Книги
- The Africans in Russia. London, 1966.
- Les Africains dans la Russie. Paris, 1966.
- Тенденции развития африканской музыки. М., 1967.
- My Long Jorney Home. New York, 2002.

Главы в книгах
- Профсоюзы на Занзибаре // Профсоюзы в Африке. М., 1964.
- Политические партии в Сомали // Политические партии в Африке, 1964
- Дюбуа о взаимосвязи освободительных движений в Африке и США. М., 1971
- Музыка // Современная Нигерия. М., 1974.
- Африканцы в России. Советско-африканские культурные связи // СССР и Африка. М., 1977.
- Музыка // Республика Мали. М., 1977.
- Музыкальная культура // Народная республика Конго. М., 1977.
- Африканская музыка ; Африканская кинематография ; Биография Доктора Дюбуа ; Антиипериалистическая Лига ; Международный Профсоюз негритянских рабочих ; Биография Б. Т. Вашингтона ; Музыка Мали ; Музыка Танзании ; Музыка Сомали ; Музыка Либерии // Энциклопедический справочник Африки. М., 1980.
- Музыка Ганы ; Музыка Нигерии ; Музыка Марокко ; Музыка Южной Африки ; Музыка Нигера // Музыкальная энциклопедия. М., 1980.
- Музыкальная культура // Республика Гвинея. М., 1980.
- Международный профсоюз негритянских рабочих // Идеология революционных демократов. М., 1981.
- Музыка ; Кино // Республика Мозамбик. М., 1983.
- Чёрный национализм // Национализм в современной Африке. М., 1983.
- Африканские музыкальные инструменты // Африканская музыковедение. М., 1984.
- Музыка ; Танцы ; Литература ; Кино ; Радио ; Библиотеки // Республика Замбия. М., 1985.
- Образование ; Музыка ; Танцы ; Литература ; Кино ; Радио ; Библиотеки // Республика Зимбабве. М., 1985.
- Жизнь Эсланды Гуд Робсон // Литературная энциклопедия. М., 1987.
- Формы и методы идеологической борьбы в Африке ; Пропаганда деятельности коммунистических партий в Африке после второй мировой войны ; Пропаганда деятельности американской и европейских коммунистических партий в Африке // Марксизм в Африке. М., 1987.
- Африканская культура ; Музыка Гвинеи ; Музыка Конго // Африканский справочник. М., 1988.

Рецензии
- Единство, мир и политика // Международная жизнь. 1963. № 12.
- Нелёгок путь к свободе // Международная жизнь. 1964. № 5.
- Доктрины надо пересматривать // Международная жизнь. 1964. № 12.
- Африканский автор об Африке // Международная жизнь. 1965. № 2.
- Мозес Котане — революционер // Народы Азии и Африки. 1975. № 2.
- Гайсс. Панафриканизм. Германия // Проблемы истории. 1976. № 9.
- Алекс Хейли. Корни // Народы Азии и Африки. 1978. № 1.
- Виль Мириманов. Африканское искусство // Азия и Африка сегодня. 1978. № 5.
- Мутсвайро. Солдаты Зимбабве // Современная иностранная литература. 1981. № 1.

Статьи
- Африканцы в России // Африка и Азия сегодня. 1965.
- Африка готовится к фестивалю // Театр. 1965. № 12.
- Перспективы африканского театра // Советская музыка. 1966. № 12.
- Эсланда Гуд Робсон // For Peace. 1966. No. 12.
- Новости на карте кинематографии // Московский кинофестиваль. 1966. № 12.
- Африканские автобиографии // Источниковедение.
- Проблемы африканской музыки на VII-м Международном музыкальном конгрессе // Советская музыка. 1972.
- Проблемы происхождения динамики в фольклоре // Латинская Америка. 1975. № 3.
- Панафриканизм // . 1976. № 9.
- Африканские мемуары // Народы Азии и Африки. 1976. № 1.
- Африканские музыкальные инструменты // Советская музыка, 1978.
- Картер Вудсон и американская африканистика // Народы Азии и Африки. 1978. № 1.
- Негритюд и африканитэ // Иностранная литература. 1979. № 1.
- Гарви и гарвиизм // Мировая экономика и международные отношения. 1980. № 10.
- Зарождение кинематографа в Мозамбике // Искусство кино. 1980. № 10.
- В борьбе за независимость // Советский экран. 1982. № 12.
- Современный африканский кинематограф // Азия и Африка сегодняю 1982. № 12.
- Язык киноискусства // Азия и Африка сегодня. 1985. № 5.
- Африка в русском искусстве // Азия и Африка сегодня. 1985. № 5.
- Советский Союз — моя первая родина // New Bridge. 1985. No. 20. Южная Африка.
- Мне приказали жениться на тебе ; Советский Союз — моя родина : [гл. из кн. «Долгий путь домой»] // Известия. 1994. № 20.
- Африканское присутствие в России. Мы — везде. Pouchkine et le Monde Noir // Presence Africaine. Paris, 1999.

Выступления, доклады
- Конференция советских африканистов. Москва, 1967.
- 7-й международный музыкальный конгресс. Москва, 1971.
- Конгресс в защиту мира. Москва, 1974.
- Конференция советских африканистов. Москва, 1976.
- Конференция ориенталистов. Москва, 1980.
- Конференция советской Академии наук. Москва, 1980.
- Конференция в Ленинградском государственном университете. Ленинград, 1981.
- Конференция в Ленинградском государственном университете. Ленинград, 1982.
- Конференция в университете имени Лумумбы. Москва, 1982.
- Конференция в Институте марксизма-ленинизма. Москва, 1983.
- Конференция советских африканистов.. Москва, 1984.
- Семинар в Доме Дружбы. Москва, 1985.
- Семинар в Пресс-агентстве. Москва, 1985.
- Конференция в Союзе композиторов. Москва, 1986.
- Американский конгресс (афроамериканский корпус), 1987.
- Конференции Международного института по проблемам черных женщин: Положение женщин. Лондон, 1987.
- Женская Международная конференция. Техас, 1988.
- Женщины и коммуникации. Нью-Йорк, США, 1988.
- Женщина и политика пищи. Хараре, Зимбабве, 1989.
- Права человека и национальные меньшинства. Окленд, Новая Зеландия, 1991.
- Чёрное население в Европе. Франкфурт, Германия, 1991.
- Конвенция по химическому оружию. Москва, Кремль, 1994.
- Женский комитет ООН. Вена, Австрия, 1994.
- Конференция историков. ЮНЕСКО, Париж, 1995.
- Африканско-афроамериканский саммит (встреча афроамериканских лидеров с африканскими президентами). Либревиль, Габон, 1996.
- Конференция черных женщин. Йоханнесбург, 1998.
- Пушкинская конференция в Оксфорде. Англия, 1999.
- Пушкинская конференция американских и русских профессоров и студентов в институте стран Азии и Африки. Москва, 1999.
- Генеральная сессия ООН. Нью-Йорк, США, 1998, 2000, 2001.
- Чёрные женщины: Пять столетий сопротивления в обеих Америках.
- Каракас, Венесуэла, 1993.
- Женщины Тихого океана: культура, самоопределение. Гонолулу, Гавайи, 1995.
- Черные женщины и самоопределение. Йоханнесбург, ЮАР, 1998.
- Конгресс Калифорнии. США, Калифорния, 1998.
- Конференция по образованию. Сеульский университет, Южная Корея, 2000.
- Конференция по образованию. Лондонский университет, Англия, 2000.
- Конференция посвященная Африканской культуре и сопротивлению. Тринидад и Тобаго, 2001.
- Конференция ООН по расизму. Барбадос, 2002.
- Клуб Дума. 3 января 2002.
- Конференция по межрасовым проблемам. Госдума, 30 мая 2002.
- Американский культурный центр. 16 июня 2003.
- Авторская встреча для африканских дипломатов и африканской диаспоры Москвы. Посольство Эфиопии. 17 марта 2003.
- Клуб мецената Анатолия Шейна. 18 мая 2002.
- Франкоязычный дипломатический корпус. Апрель, 2003.